# 唐守临
唐守临（1906年—1993年），又名唐醒，是倪柝声的同工之一，1950年至1958年上海地方教会长老之一。1956年以后带领一部分地方教会信徒参加三自爱国运动，并长期担任中国基督教三自爱国运动委员会副主席。

## 生平
1906年，唐守临出生在苏州的一个牧师家庭，1927年毕业于东吴大学，毕业后在东吴大学附属第二中学（位于上海虹口昆山路，景林堂附近）等校執教。1931年脱离监理会，转入地方教会（同他的学生江守道和周行义）。
后来，唐守临经历了属灵的复兴，在1936年5月間奉献做全时间傳道人。先在上海福音书房任編輯。1936年起，他在浙江、江蘇、上海等地各教會参与事奉。在1930年代，兴起了苏州地方教会，在大锏银巷10号恢复了中断近10年的南京地方教会的聚会。抗战期间曾去长沙、重庆等地开展。1950年设立为上海地方教会的长老之一，兼任上海福音书房经理。参与编写《诗歌》（增订本及选本），并编著《圣经提要》。
1942年，他是参与革除倪柝声的上海地方教会的11位同工、长老之一。（另外10位是杜忠臣、俞成华、许达微、张光荣、朱臣、江守道、张愚之、李渊如、张耆年、缪韵春）。此后去莫干山。1948年他们与倪柝声恢复了交通。
1939年，唐守临曾编译考门夫人的灵修著作《荒漠甘泉》，由上海福音书房出版，至今广为流传。
唐守臨很有诗歌的恩赐。他写的一些诗歌被选入地方教会使用的《诗歌》中，传唱至今，其中一首在孹饼聚会中经常被信徒选唱:“咒诅他受，祝福我享，苦杯他饮，爱筵我尝，如此恩爱举世无双，我的心哪，永志不忘。”许多基督徒表示，他们从唐守临所写的诗歌得到帮助。
1952年倪柝声失踪被捕后，唐守临、任钟祥、张愚之三位长老代表上海教会和灵粮堂的周福庆、华美熙、徐天民、陆传芳；乌鲁木齐北路聚会所的杨绍唐等负责人，一同祷告交通，达成共识：在爱国的政治运动上与「三自」团结；但在发生干涉信仰与传道自由和打击信仰事件时就与「三自」斗争。这就是＂又团结，又斗争″的双轨路线。
1956年1月29日，上海教会一批主要负责人俞成华、张愚之、蓝志一、汪佩真、李渊如等均被逮捕或隔离审查，打成反革命分子。在压力之下，唐守临、任钟祥、左弗如代表上海教会再次革除倪柝声，并重新参加三自组织，欲以此保住公开的聚会和南阳路145号聚会所。但到了1958年“献堂献庙”、联合礼拜的运动中，被迫交出南阳路聚会所，到怀恩堂小房间维持聚会，此后再也没能收回会所。此後，唐守临在上海懷恩堂擔任静安区联合礼拜传道，并且任中國基督教三自愛國運動委員會史料組編譯員。
1980年担任中国基督教三自爱国运动委员会副主席，1982年，唐守临擔任中國基督教聖詩委員會委員。1988年後，歷任中國基督教協會第二、三屆顧問。
1980年代初，唐守臨、周行义和一位弟兄恢复上海地方教会的聚会。1985年1月，经批准得以在怀恩堂小房间内恢复擘饼聚会。
1983年4月，唐守臨和任钟祥二人配合中华人民共和国政府取缔李常受召会在中国大陆的分支“呼喊派”的有关行动，為金陵協和神學院編寫函授教材《坚决抵李常受的异端邪说》。据认为這份教材的內容是根據美國被高等法院判定為誹謗的兩本書《神人》和《彎曲心思者》。

## 著作
- 编译《荒漠甘泉》（上海福音书房1939年出版）
- 《基督徒聚會所的自養經驗》（《天風》，1951年3月10日，总第254期，第4页）
- 《“荒漠甘泉”是反革命分子利用的工具》（《天風》，1959年，总第584期，第19页）
- 《根據聖經真理認識三自》（《天風》，1981年9月30日，总第584期，第19页）
- 与任鍾祥合著《堅決抵李常受的異端邪說》（《景風》 ，1983年9月，总第75期，第15-38页）
- 《唐守临讲道集》（江苏省基督教协会1985年出版）